# Festival de la Canción de Eurovisión Junior 2013
El XI Festival de la Canción de Eurovisión Junior se celebró el 30 de noviembre de 2013 en el Palacio Nacional de las Artes de Ucrania en Kiev, Ucrania.
Sietse Bakker dejó de ser el supervisor ejecutivo para centrarse en sus labores en el festival de adultos; por lo que se decidió que Vladislav Yakovlev fuese, a partir de esta edición, el nuevo supervisor ejecutivo del Festival de la Canción de Eurovisión Junior.
Una de las novedades que se implantaron fue que ya no solo se tendrá en cuenta al país ganador del certamen, sino que recibirán un premio al final de la gala los países que acaben en las tres primeras posiciones.
El 30 de septiembre de 2013, la UER desveló el lema elegido para 2013: The Year of Children’s Creativity (El año de la creatividad infantil).
Para esta edición, los favoritos para la mayoría de los eurofans eran Malta, Rusia, Ucrania y Suecia. En el festival, tras la votación, Gaia Cauchi fue declarada ganadora de la edición, con la canción "The Start", tras recibir 5 máximas puntuaciones superando por 9 puntos a la representante de Ucrania, Sofía Tarásova. El podio lo cerraba Ilya Volkov, que obtuvo 108 puntos repesentando a Bielorrusia.

## Sede

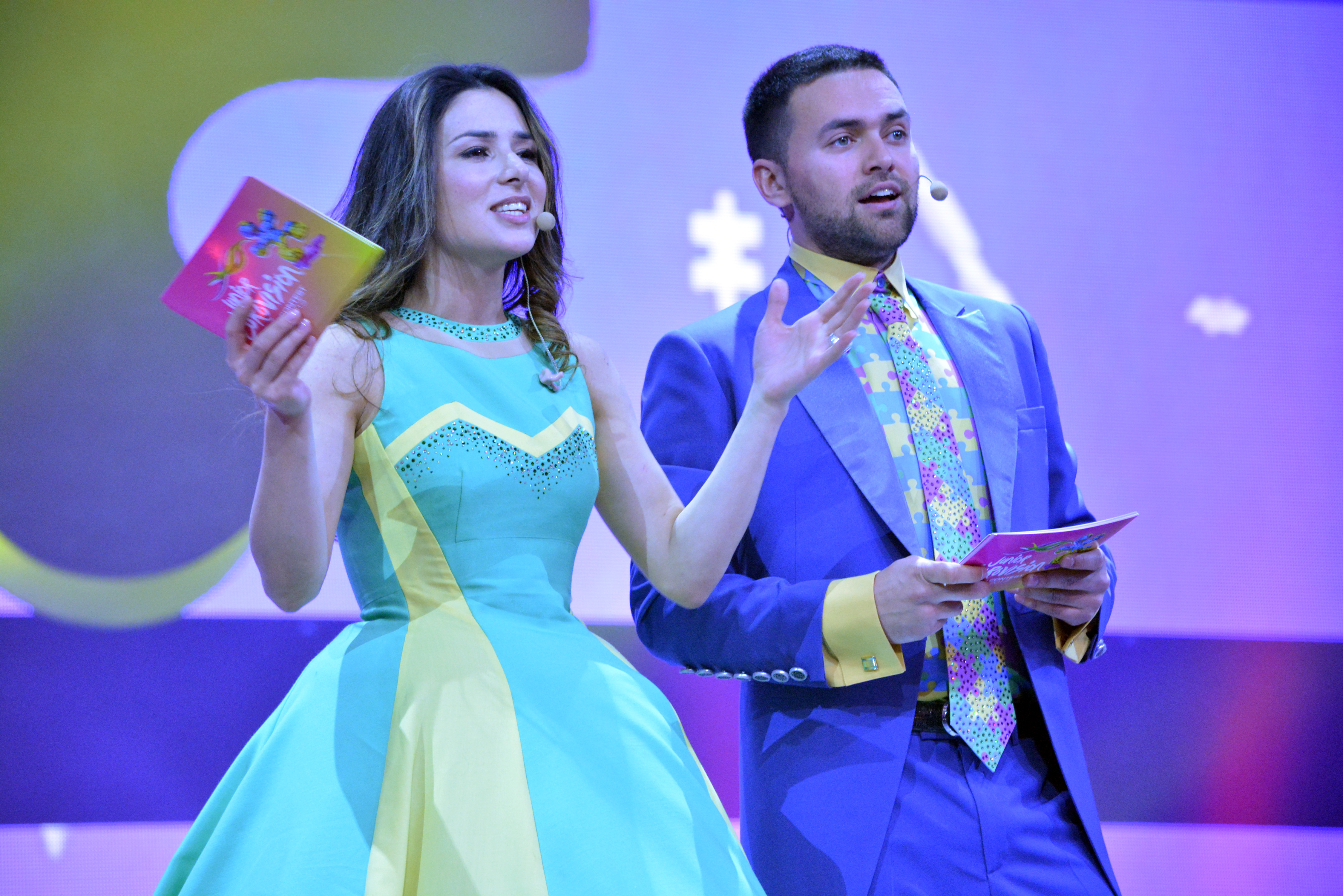
Los presentadores del certamen Zlata Ognevich y Timur Miroshnychenko en el segundo ensayo general.

La Unión Europea de Radiodifusión dijo en una rueda de prensa previa al Festival de la Canción de Eurovisión Junior 2012 que estaba en contacto con cadenas de televisión de varios países para albergar el festival. Sietse Bakker comentó que el país y la ciudad elegidas serían informados a principios de 2013. En una rueda de prensa que dio la NTU, se anunció el interés que tenía Ucrania de celebrar el festival en una ciudad de su país. También se confirmó que Georgia se lo había solicitado a la UER. Por otra parte, aunque Azerbaiyán también mostró interés por organizarlo, este interés quedó un poco en el aire después de las declaraciones que hizo un representante de la İctimai Televiziya.
Finalmente, el 6 de febrero de 2013, la UER anunció que Ucrania era el país elegido para albergar el festival en esta edición. La sede seleccionada es el Palacio Nacional de las Artes de Ucrania, situado en la capital de Ucrania, Kiev.

## Países participantes
De los 16 países fundadores, en esta edición participan cinco de ellos: Bielorrusia, Macedonia, Malta, Países Bajos y Suecia.
El país decimotercero iba a ser Chipre, con el que se negoció hasta el último momento su regreso. Sin embargo, finalmente decidieron no participar pese a las facilidades proporcionadas por la UER para su estancia en el evento.
Como ya viene siendo habitual, los primeros países en confirmar fueron Bélgica y Países Bajos. Lo hicieron al día siguiente de la celebración del festival de 2012. Sin embargo, el 26 de marzo de 2013, Bélgica confirmó su retirada del certamen. Cabe destacar que fue uno de los pocos países que seguía participando desde la primera edición. Rusia, Suecia y Ucrania en cambio, confirmaron su participación unos días más tarde.
La UER espera mantener por lo menos la cifra de participantes del pasado año, 12 países para asegurar la continuidad del evento. Según la NTU y el Gobierno de Ucrania, el festival podría alcanzar una cifra de 14 participantes, contando la continuidad en el certamen de todos los participantes de la edición pasada excepto Bélgica e incluyendo los posibles retornos de Croacia, Lituania y España y un posible debut de Finlandia y Kosovo. Posteriormente se anunció el retiro de Albania e Israel, países debutantes en la anterior edición, y retorno de Macedonia (ARY) y Malta.
Hasta ese entonces, con la confirmación de Azerbaiyán, 11 países confirmaron su asistencia. La UER fijó como fecha límite el viernes 16 de agosto para que más emisoras se sumen al certamen, o en su defecto, las ya confirmadas se retiren sin ser sancionadas económicamente. Sin embargo, superada la fecha límite aún no se había conseguido reunir por lo menos a un mínimo de 12 países. Esta situación obligó a la UER a tomar la decisión de realizar negociaciones individualmente país por país para conseguir que más emisoras se sumen al evento, siendo que estas negociaciones se realizaron principalmente con países del centro y este de Europa.
El 22 de octubre de 2013, la cuenta oficial de Twitter del festival confirmó que, si todo va según lo planeado, podrían ser un total de 13 países los participantes en esta edición.

Días después, el 25 de octubre, San Marino confirmó su debut para la presente edición. Ese mismo día, en vista al tamaño poblacional del país, el Grupo de Referencia de la UER emitió un comunicado informando que este país tendrá una dispensación especial en cuanto a la nacionalidad del representante a elegir, permitiéndose que el cantante pueda ser de nacionalidad sanmarinense o, en todo caso, italiana; ya que según las normas de Eurovisión Junior, sección 1.2.2 e), establece que los " artistas elegibles sólo serán los niños ya sea de la nacionalidad del país participante o que hayan residido en el país durante al menos dos años y medio". De esta manera, San Marino se convirtió en el país número 12 en confirmar su participación.
El 4 de noviembre, la UER dio a conocer la lista oficial de participantes. Un total de 12 confirmaron su asistencia, igualando la cifra del año pasado.

### Canciones y selección
Según las reglas del festival, cada participante en el certamen, deberá cantar en uno de los idiomas oficiales del país al que represente. Además, los participantes deberán tener edades comprendidas entre los 10 y los 15 años.
| País y TV          | Título original de la canción | Artista                | Proceso y fecha de selección                                                 |
| País y TV          | Traducción al español         | Idiomas                | Proceso y fecha de selección                                                 |
| ------------------ | ----------------------------- | ---------------------- | ---------------------------------------------------------------------------- |
| Armenia AMPTV      | "Choco factory"               | Monica Avanesyan       | Final nacional, 27-09-2013                                                   |
| Armenia AMPTV      | Fábrica de chocolate          | Armenio e inglés       | Final nacional, 27-09-2013                                                   |
| Azerbaiyán Ictimai | "Me and my guitar"            | Rustam Karimov         | Presentación canción, 05-11-2013 (cantante elegido intenamente, 01-11-2013)  |
| Azerbaiyán Ictimai | Yo y mi guitarra              | Azerí e inglés         | Presentación canción, 05-11-2013 (cantante elegido intenamente, 01-11-2013)  |
| Bielorrusia BTRC   | "Poy so mnoy"                 | Ilya Volkov            | Final nacional, 04-10-2013                                                   |
| Bielorrusia BTRC   | Canta conmigo                 | Ruso                   | Final nacional, 04-10-2013                                                   |
| Georgia GPB        | "Give me your smile"          | The Smile Shop         | Presentación canción, 08-10-2013 (cantante elegido internamente, 01-08-2013) |
| Georgia GPB        | Dame tu sonrisa               | Georgiano              | Presentación canción, 08-10-2013 (cantante elegido internamente, 01-08-2013) |
| Macedonia MKRTV    | "Ohrid i muzika"              | Barbara Popović        | Presentación canción, 07-11-2013 (cantante elegido internamente, 17-10-2013) |
| Macedonia MKRTV    | Ohrid y música                | Macedonio              | Presentación canción, 07-11-2013 (cantante elegido internamente, 17-10-2013) |
| Malta PBS          | "The start"                   | Gaia Cauci             | Presentación canción, 18-10-2013 (cantante elegido internamente, 25-09-2013) |
| Malta PBS          | El comienzo                   | Inglés                 | Presentación canción, 18-10-2013 (cantante elegido internamente, 25-09-2013) |
| Moldavia TRM       | "Cum să fim"                  | Rafael Bobeica         | Final nacional on-line, 20-10-2013                                           |
| Moldavia TRM       | Cómo ser                      | Rumano e inglés        | Final nacional on-line, 20-10-2013                                           |
| Países Bajos AVRO  | "Double me"                   | Mylène & Rosanne       | AVRO Junior Songfestival 2013, 28-09-2013                                    |
| Países Bajos AVRO  | Doble yo                      | Neerlandés e inglés    | AVRO Junior Songfestival 2013, 28-09-2013                                    |
| Rusia RTR          | "Dream on"                    | Dayana Kirillova       | Evrovidenie 2013, 02-06-2013                                                 |
| Rusia RTR          | Sueña                         | Ruso                   | Evrovidenie 2013, 02-06-2013                                                 |
| San Marino SMRTV   | "O-o-O Sole intorno a me"     | Michele Perniola       | Presentación canción, 31-10-2013 (cantante elegido internamente, 28-10-2013) |
| San Marino SMRTV   | O-o-O Sol alrededor de mí     | Italiano               | Presentación canción, 31-10-2013 (cantante elegido internamente, 28-10-2013) |
| Suecia SVT         | "Det är dit vi ska"           | Elias Elffors Elfström | Lilla Melodifestivalen 2013, 06-06-2013                                      |
| Suecia SVT         | Ahí es donde vamos            | Sueco                  | Lilla Melodifestivalen 2013, 06-06-2013                                      |
| Ucrania NTU        | "We are one"                  | Sofiya Tarasova        | Final nacional, 02-08-2013                                                   |
| Ucrania NTU        | Somos uno                     | Ucraniano e inglés     | Final nacional, 02-08-2013                                                   |

### Países Retirados
- Albania: Decidió retirarse, debido a su mal resultado en la edición anterior.[44]
- Bélgica: A pesar de qué confirmó su participación y de haber realizado una selección, decidió retirarse para enfocarse en un nuevo programa televisivo qué fomente jóvenes talentos.[45][15]
- Israel: A pesar de qué confirmó su participación, decidió retirarse, debido a qué no estuvo satisfecho con el rendimiento de este país en el festival.[46]

## Festival

### Resultados
El 25 de noviembre de 2013, en Kiev (Ucrania), se llevó a cabo el sorteo para determinar el orden de actuación de los países participantes. En primer lugar se seleccionaron dos "wildcards" para dos países (Georgia y Macedonia), quienes tuvieron la posibilidad de escoger el puesto en que actuarían; por el contrario, el azar determinaría las posiciones de los demás concursantes.
En la votación del festival, tras 3 rondas de países, Rusia figuraba en la primera posición sin embargo hasta la mitad de votantes sería alcanzada con 68 puntos por Ucrania y Malta. Finalmente, en la última ronda de votación Gaia Cauchi de Malta sería coronada como ganadora del festival con 130 puntos, incluyendo 5 puntuaciones máximas. Su canción "The start" se convertiría en la primera balada en la historia en ganar el concurso. También, el país mediterráneo se volvería en el primer país que regresa o debuta en la competición con una victoria. El segundo lugar lo obtendría Sofía Tarásova del país anfitrión Ucrania con 121 puntos. El tercer lugar con 108, sorpresivamente sería Bielorrusia, quien no figuraba como favorito además de haber desbancado del top-3 a Dayana Kirillova en el último minuto.
| N° | País            | Intérprete(s)    | Canción                 | Lugar | Pts. |
| -- | --------------- | ---------------- | ----------------------- | ----- | ---- |
| 01 | Suecia          | Eliias           | Det är dit vi ska       | 9     | 46   |
| 02 | Azerbaiyán      | Rustam Karimov   | Me and my guitar        | 7     | 66   |
| 03 | Armenia         | Monica Avanesyan | Choco factory           | 6     | 69   |
| 04 | San Marino      | Michele Perniola | O-o-O Sole intorno a me | 10    | 42   |
| 05 | Macedonia (ARY) | Barbara Popović  | Ohrid i muzika          | 12    | 19   |
| 06 | Ucrania         | Sofía Tarásova   | We are one              | 2     | 121  |
| 07 | Bielorrusia     | Ilya Volkov      | Poy so mnoy             | 3     | 108  |
| 08 | Moldavia        | Rafael Bobeica   | Cum să fim              | 11    | 41   |
| 09 | Georgia         | The Smile Shop   | Give me your smile      | 5     | 91   |
| 10 | Países Bajos    | Mylène & Rosanne | Double me               | 8     | 59   |
| 11 | Malta           | Gaia Gauchi      | The start               | 1     | 130  |
| 12 | Rusia           | Dayana Kirillova | Dream on                | 4     | 106  |

### Votaciones
Como tradicionalmente, se dieron a conocer los puntos que otorga cada país, que van desde el 1-7, 8, 10 y 12, como resultado de la votación del público y un jurado nacional. Además, al igual que la edición anterior, hubo una votación conjunta de 12 niños de 10 a 15 años con experiencia musical, uno de cada país participante, por lo que fueron 13 votaciones las que decidieron el ganador.

#### Tabla de puntuaciones
| ......Participante.....                                                | Pts. | Jurado Infantil | Bandera de Suecia | Bandera de Azerbaiyán | Bandera de Armenia | Bandera de San Marino | Bandera de Macedonia del Norte | Bandera de Ucrania | Bandera de Bielorrusia | Bandera de Moldavia | Bandera de Georgia | Bandera de los Países Bajos | Bandera de Malta | Bandera de Rusia |
| ---------------------------------------------------------------------- | ---- | --------------- | ----------------- | --------------------- | ------------------ | --------------------- | ------------------------------ | ------------------ | ---------------------- | ------------------- | ------------------ | --------------------------- | ---------------- | ---------------- |
| Suecia                                                                 | 46   | 1               |                   | 4                     | 3                  | 5                     | 1                              | 2                  | 5                      | 6                   | 1                  | 4                           | 0                | 2                |
| Azerbaiyán                                                             | 66   | 4               | 7                 |                       | 0                  | 2                     | 2                              | 10                 | 0                      | 3                   | 10                 | 3                           | 6                | 7                |
| Armenia                                                                | 69   | 3               | 4                 | 0                     |                    | 4                     | 4                              | 5                  | 2                      | 4                   | 12                 | 6                           | 8                | 5                |
| San Marino                                                             | 42   | 5               | 2                 | 2                     | 4                  |                       | 0                              | 1                  | 3                      | 2                   | 3                  | 2                           | 2                | 4                |
| Macedonia (ARY)                                                        | 19   | 0               | 1                 | 1                     | 2                  | 0                     |                                | 0                  | 1                      | 0                   | 0                  | 1                           | 1                | 0                |
| Ucrania                                                                | 121  | 8               | 10                | 10                    | 8                  | 12                    | 8                              |                    | 12                     | 7                   | 7                  | 7                           | 12               | 8                |
| Bielorrusia                                                            | 108  | 10              | 5                 | 6                     | 6                  | 6                     | 7                              | 8                  |                        | 10                  | 8                  | 8                           | 10               | 12               |
| Moldavia                                                               | 41   | 0               | 3                 | 3                     | 1                  | 3                     | 3                              | 3                  | 4                      |                     | 4                  | 0                           | 4                | 1                |
| Georgia                                                                | 91   | 7               | 0                 | 8                     | 7                  | 10                    | 10                             | 6                  | 7                      | 8                   |                    | 5                           | 5                | 6                |
| Países Bajos                                                           | 59   | 2               | 6                 | 5                     | 5                  | 1                     | 5                              | 4                  | 6                      | 1                   | 2                  |                             | 7                | 3                |
| Malta                                                                  | 130  | 12              | 8                 | 7                     | 10                 | 7                     | 12                             | 12                 | 10                     | 12                  | 6                  | 12                          |                  | 10               |
| Rusia                                                                  | 106  | 6               | 12                | 12                    | 12                 | 8                     | 6                              | 7                  | 8                      | 5                   | 5                  | 10                          | 3                |                  |
| Todos los participantes reciben 12 puntos al inicio de las votaciones. |      |                 |                   |                       |                    |                       |                                |                    |                        |                     |                    |                             |                  |                  |

- San Marino votó solo con jurado debido a la imposibilidad de realizar una votación por televoto, mientras que el resto de países emitió sus votaciones al 50% entre televoto y jurado.

#### Máximas puntuaciones
Tras la votación los países que recibieron 12 puntos (máxima puntuación que podía otorgar jurado y televoto) fueron:
| N.º | A           | De                                                          |
| --- | ----------- | ----------------------------------------------------------- |
| 5   | Malta       | Jurado infantil, Macedonia, Ucrania, Moldavia, Países Bajos |
| 3   | Ucrania     | San Marino, Bielorrusia, Malta                              |
| 3   | Rusia       | Suecia, Armenia, Azerbaiyán                                 |
| 1   | Bielorrusia | Rusia                                                       |
| 1   | Armenia     | Georgia                                                     |

#### Portavoces

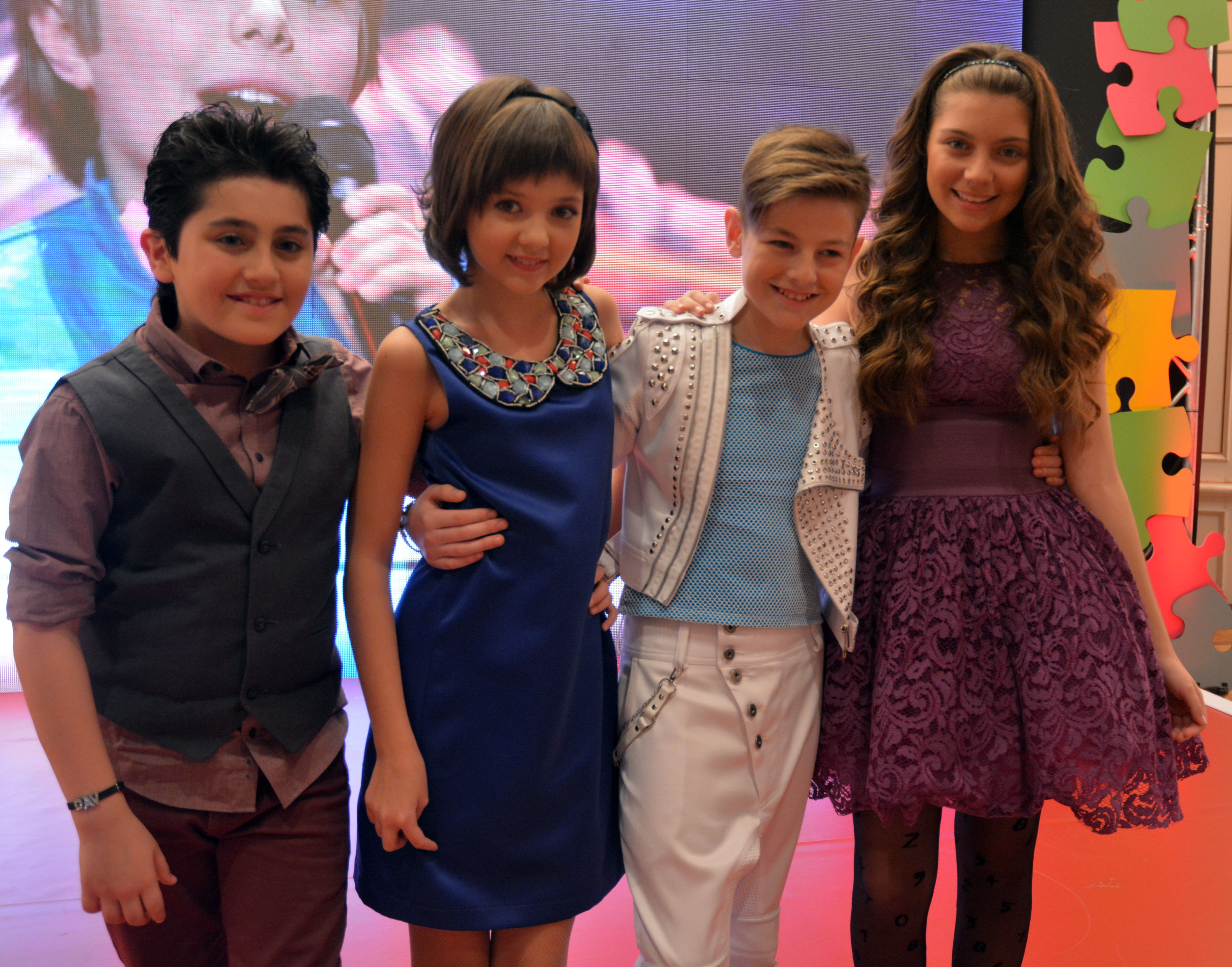
David Vardanyan (Armenia), Mariya Bakhireva (Rusia), Denis Midone (Moldavia), Maxine Pace (Malta)

Estos son los portavoces de los países que participaron en el certamen:
| - Armenia - David Vandaryan (Concursante de la preselección nacional) - Azerbaiyán - Lyaman Mirzalieva - Bielorrusia - Sasha Tkach - Georgia - Elene Megrelishvili - Macedonia (ARY) - Sofiya Spasenoska - Malta - Maxine Pace (Concursante en las preselecciones nacionales de 2009 y 2010) - Moldavia - Denis Midone (Representante de Moldavia en la edición anterior) - Países Bajos - Alessandro Wempe (Concursante en la preselección nacional en la edición anterior) - Rusia - Mariya Bakhireva - San Marino - Giovanni - Suecia - Lova Sönnerbo (Representante de Suecia en la edición anterior) - Ucrania - Elizabeth Arfush (Portavoz de Ucrania en 2010) |

### Comentaristas y retransmisión
Estos son los comentaristas de los países que retransmitieron y retransmitirán en el certamen:
| - Australia - Andre Nookadu y Georgia McCarthy, (en diferido, SBS2, 01-12-2013) - Armenia - Por anunciar, (en directo) - Azerbaiyán - Konul Arifkizi, (en directo) - Bielorrusia - Anatoliy Lipetskiy, (en directo) - Georgia - Natia Bunturi y Giorgi Grdzelishvili, (en directo) - Macedonia (ARY) - Tina Teutovič y Spasiya Veljanoska, (en directo) - Malta - Corazón Mizzi y Daniel Chircop, (en directo) - Moldavia - Rusalina Rusu, (en directo) - Países Bajos - Marcel Kuijer, (en directo) - Reino Unido ( Escocia) - Ewan Spence y Luke Fisher, (en directo, Castle FM Radio) - Rusia - Alexander Gurevich, (en directo) - San Marino - Lia Fiorio y Gilberto Gattei, (en directo) - Suecia - Ylva Hallen y Edward af Sillen, (en directo) - Ucrania - Tatyana Terekhova (TV), (en directo); Oksana Zelinchenko y Valery Kirichenko (Radio), (en directo) |

## Curiosidades
- Rusia quedó en la cuarta posición por tercer año consecutivo.